# ライアン・テダー
ライアン・テダー（Ryan Tedder, 1979年6月26日 - ）は、アメリカ合衆国の歌手、作詞家、音楽家、レコードプロデューサー。ポップロックバンド、ワンリパブリックのリードボーカリストでありながら、2000年代中期頃から、アデル、ビヨンセ、エド・シーラン、ジェニファーロペス、カミラ・カベロ、レディー・ガガ、マルーン5、ムー、ワン・ダイレクション、テイラー・スウィフト、ケイティ・ペリー、アリアナ・グランデ、ロジック、ポール・マッカートニー、BLACKPINK、TWICEなどを含む多様なアーティストに対し、作詞家、プロデューサーとして関与した経歴を持つ。
ライアンの楽曲制作、作詞活動は商業的な成功を収めてきたと評価されている。ワンリパブリックによって演奏される"アポロジャイズ"、レオナ・ルイスの"ブリーディング・ラブ"、ビヨンセの"ハロー"はすべて「最も売れたシングル一覧」のリストに掲載されている。2014年早期、ビルボードはライアンを"アンダーカヴァー・キング・オブ・ポップ（直訳：正体を隠したポップ界の大立者）"と題し、雑誌の表紙にライアンを起用した。リアリティーテレビ番組"ソングランド"のプロデューサーの一人である。アデルのアルバム"21"と"25"、テイラー・スウィフトの"1989"において、グラミー賞"アルバム・オブ・ザ・イヤー"を受賞している。

## 生い立ち

### 若年期と教育
ライアンは父ゲイリー・テダ―のもとに生まれ、キリスト教会の宣教師と牧師による拡大家族のもとで育てられた。スズキメソッドという教育法を受け、3歳のときにピアノを習い始めた。音楽家の父と学校で教師をする母からキャンディーコーン（アメリカの駄菓子）をもらうため、ピアノを練習した。ライアンは7歳のときから歌を歌い始めた。独学のヴォーカリストであり、12歳の時、当時好きだったビートルズ、ピーター・ガブリエル、スティーヴィー・ワンダー、スティングなどのアーティストを真似始めた。「18歳になるまで毎日二時間歌っていた（原文：I sang for two hours a day every day of my life until I was eighteen.）」と述べている。青年期の間、教会、学校、そして個人的に結成したグループで美しい歌声を響かせ続けた。
オクラホマ州、タルサ郊外のジェンクスにある学校に卒業するまで通い、最終年次のときにコロラド州、コロラドスプリングスに引っ越した。コロラドスプリングスクリスチャンスクールのサッカーチームでライアンは将来のワンリパブリックのバンド仲間であるザック・フィルキンスに出会い、友人になった。タルサにあるオーラルロバーツ大学に進学し、2001年にパブリック・リレーション（PR）、広告の学士を取得して卒業した。

## 経歴

### 初期
ライアンはナッシュビルのドリームワークス（そこでいくつかのデモを歌った）でインターンシップが確定するまで、アメリカの高級家具チェーン、ポッタリーバーンで店員兼接客係として働いた。作詞家やレーベルに、1トラック300〜400ドルほどの料金でデモを制作した。ドリームワークスはライアンとの契約を結んだ後すぐに最初の出版をすることを申し出たが、アーティストとしてのキャリアを追う決意が固かったため、音楽業界という土俵での初期の冒険は全く違う道をたどるのだった。

## 主な作曲作品
ワンリパブリックとしての作品は別ページ「ワンリパブリック」を参照。
年表記はリリース年。
2003年
- ババ・スパークス（英語版） "She Tried"

2005年
- t.A.T.u. "Divine"

2006年
- ポール・オーケンフォールド（英語版） "Switch On" "The Way I Feel" "Not Over"
- 映画「愛しのアクアマリン」挿入歌 ニッキ・フローレス（英語版） "Strike"
- 映画「ステップ・アップ」挿入歌 ジェイミー・スコット（英語版） "Made"
- 映画「ステップ・アップ」挿入歌 ヤングブラッズ "I'mma Shine"
- フランキーJ（英語版） "If He Can't Be" "Dance"

2007年
- レオナ・ルイス "Bleeding Love" "Take A Bow"
- ティンバランド "Apologize"
- アシュレイ・ティスデイル "He Said She Said"
- ヒラリー・ダフ "Gipsy Woman"
- ジェニファー・ロペス "Do It Well"
- ベイビー・バッシュ（英語版） "Dip With You" "Thrill Is Gone"
- ブレイク・ルイス（英語版） "Break Anotha" "Gots to Get Her" "Know My Name" "Surrender" "Hate 2 Love Her" "End of the World" "I Got U"
- シェイン・ワード "Tell Him" "Gonna Be Alright"

2008年
- ビヨンセ "Halo"
- ナターシャ・ベディングフィールド "Love Like This"
- サルバドール・サンタナ・バンド（英語版） "Imacallya"
- クレイ・エイケン "Oh My Way Here"
- ジェームス・モリソン "Please Don't Stop the Rain"

2009年
- ウエストライフ "Where We Are" "Shadows"
- トレイン "This Ain't Goodbye"

2010年
- ジェイムス・ブラント "Stay the Night" "So Far Gone"

2011年
- アデル "Turning Tables" "Rumour Has It"
- コルビー・キャレイ "Brighter Than the Sun" "Favorite Song"
- ギャビン・デグロウ "Sweeter" "Not Over You"
- ジェニファー・ハドソン "I Remember Me"
- ショーン・ポール "Got 2 Luv U"

2012年
- マルーン5 "Love Somebody" "Lucky Strike"

2013年
- ビヨンセ "XO"
- エリー・ゴールディング "Burn"
- デミ・ロヴァート "The Neon Light"
- クリスティーナ・アギレラ "We Remain"
- コルビー・キャレイ "Hold On"
- ザ・フレイ "Love Don't Die"

2014年
- マルーン5 "Maps（英語版）"
- Ariana Grande "Why Try"
- Taylor Swift "Welcome to New York
- Olly Murs "Seasons"

2015年
- Zedd "I Want You to Know(feat. Selena Gomez)
- Demi Lovato "Wildfire"
- Adele "Remedy"

2016年
- Stevie Wonder "Faith(feat. Ariana Grande)"

2019年
- Westlife "Dance"